# Centro de Investigación Agroalimentaria del Pacífico
El Centro de Investigación Agroalimentaria del Pacífico en inglés : Pacific Agri-Food Research Centre (anteriormente conocido como Dominion Experimental Farm at Summerland y como Summerland Research Station) es un centro de investigación agrícola en la Columbia Británica, Canadá. El centro ha sido históricamente importante en el desarrollo de árboles frutales. Está administrado por Agricultura y Agroalimentaria de Canadá (Agriculture and Agri-Food Canada) e incluye sitios en Summerland y Agassiz.

## Historia

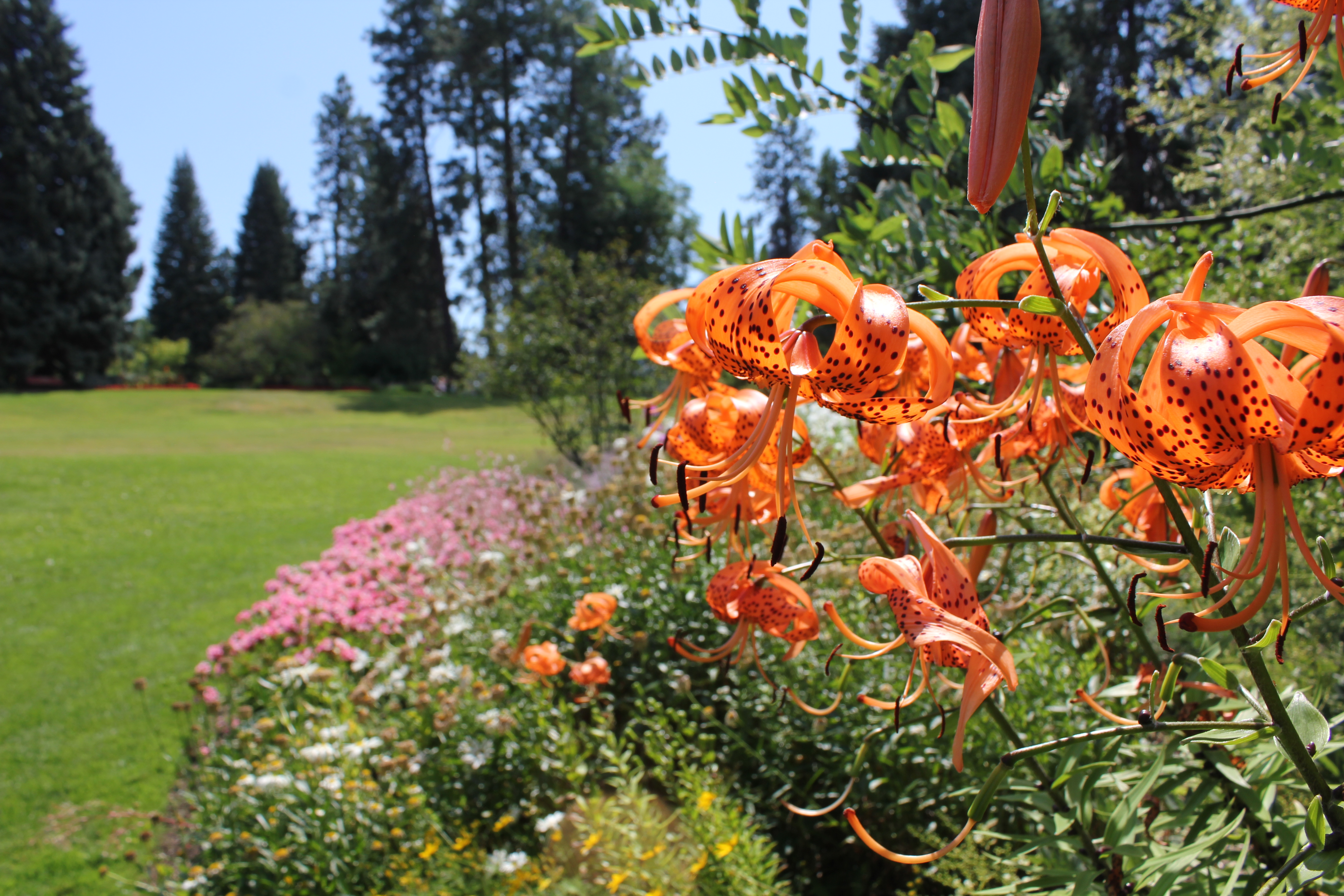
Flores en los jardines ornamentales, que alguna vez formaron parte del programa de horticultura ornamental del centro.

El centro fue fundado en 1914 como « Dominion Experimental Farm en Summerland ». Fue rebautizada como « Summerland Research Station » (Estación de Investigación de Summerland) en 1959 después de la incorporación de laboratorios de patología vegetal y entomología, y luego combinado con una granja experimental cercana (en Agassiz) para formar el « Pacific Agri-Food Research Centre » (Centro de Investigación Agroalimentaria del Pacífico) en 1996.
El centro se fundó originalmente para investigar la idoneidad de diferentes especies de plantas y animales para las condiciones de crecimiento locales, pero luego se ramificó en patología vegetal también.
Al principio de su trayectoria, el centro también tenía un departamento de horticultura de plantas ornamentales, comenzando con un jardín diseñado en 1916 que creció hasta convertirse en un jardín paisajístico inglés de 6 hectáreas. A medida que la prioridad del centro se trasladó a los árboles frutales, este programa se eliminó gradualmente y, en 1991, el cuidado de los jardines ornamentales fue asumido por una sociedad de jardinería local.

## Investigaciones notables
El Centro de Investigación Agroalimentaria del Pacífico ha sido particularmente importante en el desarrollo de variedades de árboles frutales; Se estima que aproximadamente del 75 al 80% de las cerezas que se consumen en todo el mundo provienen de variedades desarrolladas allí. La tecnología y los procesos para fabricar "cuero de frutas" comercial también se desarrollaron en el centro..
Algunas variedades de frutas notables desarrolladas en el Centro de Investigación Agroalimentaria del Pacífico incluyen:
- Aurora Golden Gala (manzana)[7]
- Coronation (uva)[8]
- Creston (manzana)[9]
- Jubilee (manzana)[10]
- Lapins (cereza)[11]
- Nicola (manzana)[12]
- Skeena (cereza)[13]
- Spartan (manzana)
- Stella (cereza)[14]
- Sweetheart (cereza)[15]
- Van (cereza)[16]

Obtenciones notables'
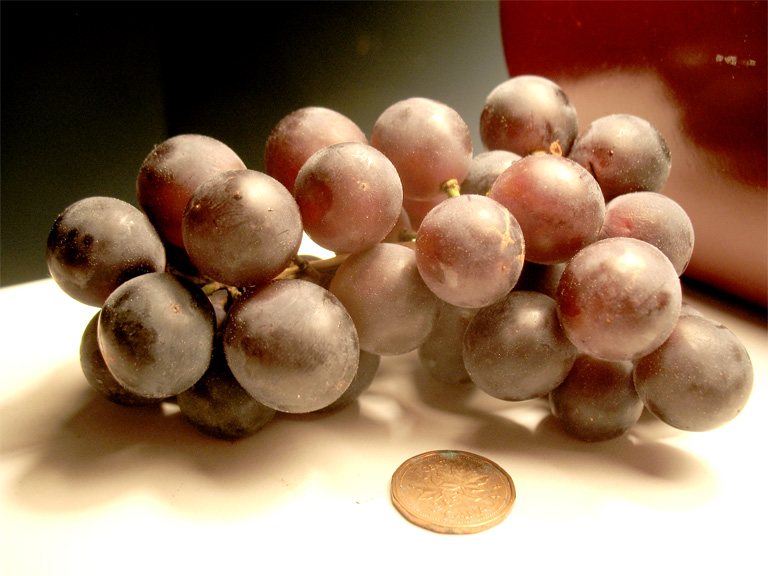
Uva 'Coronation'.
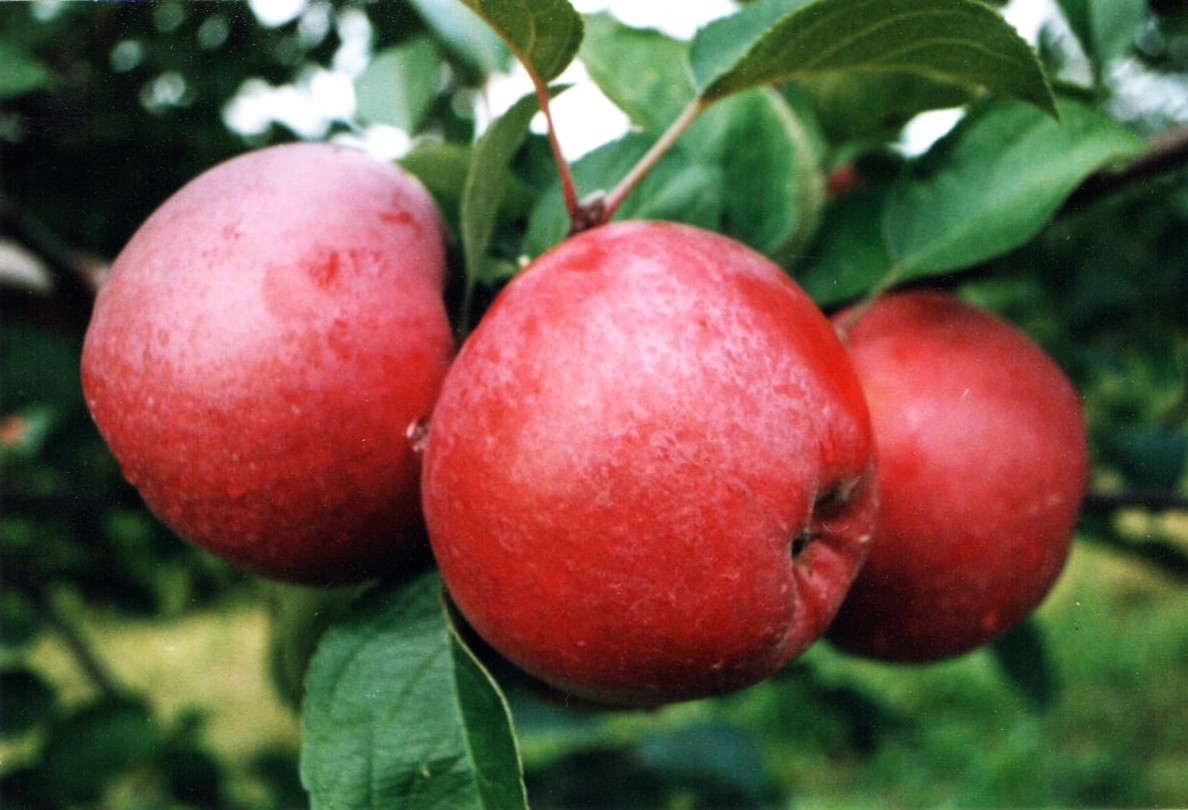
Manzana 'Spartan'.
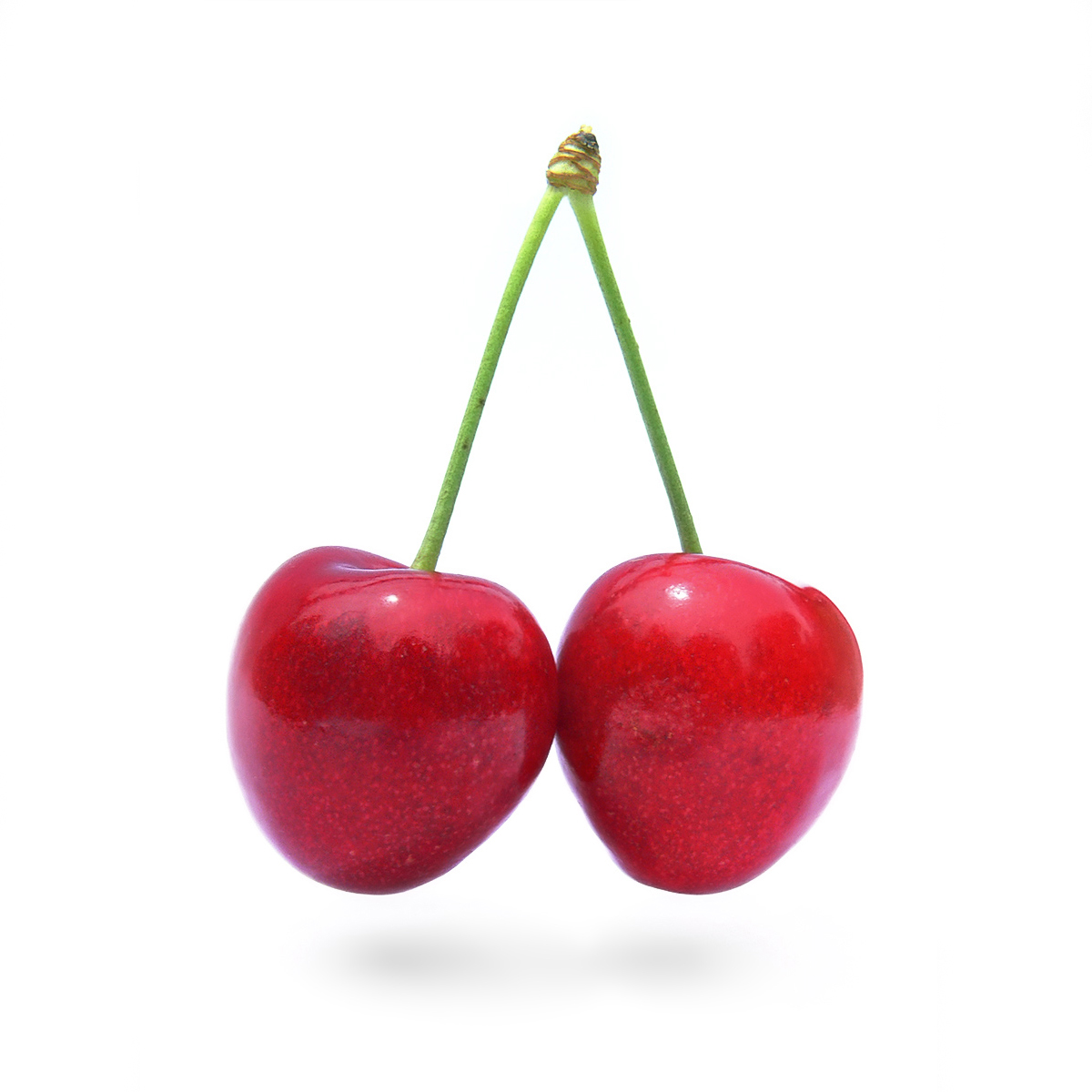
Cereza 'Stella'.

El centro también alberga la Colección Canadiense de Virus Vegetales, que incluye especímenes de muchos virus vegetales, algunos liofilizados y otros mantenidos vivos en plantas perennes. La colección, una de las más grandes de su tipo en el mundo, incluye más de 350 cepas aisladas de 160 virus, que están disponibles para su uso como material de referencia en caso de brotes virales.

## Lugar histórico registrado
La residencia del ex superintendente en el centro es un sitio listado en el Registro Canadiense de Lugares Históricos « Register of Historic Places » desde 1990. Construida entre 1923 y 1926, la casa está ubicada dentro de un jardín privado dentro de la estación de investigación y es la estructura más antigua que se conserva en el sitio. Construido inicialmente para albergar al superintendente de la estación, no se ha utilizado para ese propósito desde 1969, sino que se ha utilizado para un edificio administrativo, una biblioteca y un museo.